# William Camus
William Camus (8 de julio de 1923, Joinville-le-Pont, Val-de-Marne, Francia-Créteil, Francia, 8 de agosto de 2001) fue un escritor francés de ascendencia india –su padre era iroqués y su madre francesa–. Se ha especializado en novelas juveniles sobre el oeste americano. Muchas de ellas están protagonizadas por Pete Breakfast, un chico que recorre los principales escenarios del Oeste de Estados Unidos y Canadá durante el siglo XIX. Varias de sus novelas incluyen referencias a la vida de los indios americanos.
Escribió además novelas de ciencia ficción y policiales, y fue recopilador y traductor de cuentos y leyendas de los pueblos originarios de América del Norte, bajo el nombre iroqués Ka-Be-Mub-Be (que podría traducirse como «el que se sienta en todas partes»).

## Obras traducidas al español
- (1980) Un hueso en la autopista (Un os au bout de l'autoroute) (Madrid, SM Ediciones, colección Gran Angular)
- (1980) Cheyenes 6112 (coescrita con Christian Grenier) (Madrid, SM Ediciones, colección Gran Angular) ISBN 978-84-348-0825-6
- (1982) Una india en las estrellas (secuela de Cheyennes 6112, coescrita con Christian Grenier) (Madrid, SM Ediciones, colección Gran Angular) ISBN 978-84-348-0997-0
- (1983) Los pájaros de fuego. Cuentos de pieles rojas (Les oiseaux de feu et autres contes peaux-rouges) (Madrid, Editorial Altea)
- (1984) Mis abuelos los indios pieles rojas (Mes ancêtres les peaux-rouges) (Barcelona, Editorial Labor)
- (1984) El fabricante de lluvia (Le Faiseur-de-Pluie) (Madrid, SM Ediciones, colección El barco de vapor)
- (1984) Uti-Tanka, Pequeño Bisonte (Outi-Tanka jeune bison) (Madrid, SM Ediciones, colección El barco de vapor)
- (1985) El oro de los locos (L'Or des fous) (Madrid, SM Ediciones, colección El barco de vapor)
- (1985) Aquel formidable Far-West (Ce sacré Far-West) (Madrid, SM Ediciones, colección El barco de vapor)
- (1985) Azules contra grises (Les Bleus et les gris) (Madrid, SM Ediciones, colección El barco de vapor)
- (1986) Leyendas de los pieles rojas (Légendes de la Vielle-Amerique) (Madrid, Espasa-Calpe, colección Austral Juvenil, vol. 57)
- (1989) El Gran Miedo (La Grande Peur) (Madrid, Espasa-Calpe, colección Austral Juvenil, vol. 106)